# Deborah Levy
Deborah Levy (geboren am 6. August 1959 in der Südafrikanischen Union) ist eine britische Schriftstellerin.

## Leben
Deborah Levys Vater war Historiker und Mitglied im African National Congress. Er wurde vom Apartheid-Regime mehrere Jahre inhaftiert und musste nach seiner Freilassung 1968 aus Südafrika nach Großbritannien emigrieren, die Eltern ließen  sich 1974 in London scheiden.
Levy besuchte bis 1981 das Dartington College of Arts und begann Theaterstücke zu schreiben, die auch von der Royal Shakespeare Company angenommen wurden. In Cardiff leitete sie die Manact Theatre Company. Sie verfasste eine große Anzahl von Stücken und auch Beiträge für Radio und Fernsehen. 1989 bis 1991 hatte sie ein Stipendium am Trinity College, Cambridge.
Mit einer Lannan Literary Fellowship im Jahr 2001 schrieb sie den Roman Pillow Talk In Europe And Other Places fertig. Die Romane Swimming Home und Hot Milk kamen im Jahr 2012 und 2016 auf die Shortlist des Man Booker Prize. Swimming Home, der auch ins Deutsche übersetzt wurde, spielt im Jahr 1994 und handelt von einer jungen psychisch kranken Frau, die sich in die Sommerresidenz eines bekannten britischen Schriftstellers und seiner Familie einschleicht und für zahlreiche Konflikte in der vermeintlichen Idylle an der französischen Mittelmeerküste sorgt. Hot Milk spielt während des Sommers in einem spanischen Fischerdorf und stellt eine junge Frau in den Mittelpunkt, deren Mutter unter mysteriösen Lähmungserscheinungen leidet.
Für die französischen Übersetzungen ihrer Autobiografien Things I Don't Want to Know (2014) und The Cost of Living (2018) wurde Levy 2020 der Prix Femina zuteil; Real Estate: A Living Autobiography wurde mit dem Christopher Isherwood Prize for Autobiographical Prose für 2021 ausgezeichnet.
Levy ist geschieden und hat zwei Kinder.

## Werke (Auswahl)
- August blue. Farrar, Straus and Giroux, New York 2023, ISBN 978-0-374-60204-8.
  - Augustblau. Übersetzung Marion Hertle. AKI-Verlag, Zürich 2023, ISBN 978-3-311-35015-6.
- Real Estate. Hamish Hamilton, London 2021, ISBN 978-0-241-26801-8.
  - Ein eigenes Haus. Übersetzung Barbara Schaden, Hoffmann und Campe, Hamburg 2021, ISBN 978-3-455-00603-2.
- The Man Who Saw Everything. Hamish Hamilton, London 2019, ISBN 978-0-241-26802-5.
  - Der Mann, der alles sah. Übersetzung Reinhild Böhnke. Kampa, Zürich 2020, ISBN 978-3-311-10028-7.
- The Cost of Living. Penguin, London 2018, ISBN 978-0-241-97756-9.
  - Was das Leben kostet. Übersetzung Barbara Schaden. Hoffmann und Campe, Hamburg 2019, ISBN 978-3-455-00514-1.
- Hot Milk. Hamish Hamilton, London 2016, ISBN 978-0-241-14655-2.
  - Heiße Milch. Übersetzung Barbara Schaden. Kiepenheuer & Witsch, Köln 2018, ISBN 978-3-462-04977-0.
- Things I Don’t Want to Know. Penguin, London 2013, ISBN 978-0-241-14656-9.
  - Was ich nicht wissen will. Eine Erwiderung auf George Orwells Essay »Warum ich schreibe« (1946). Übersetzung Barbara Schaden, Klaus Wagenbach, Berlin 2015, ISBN 978-3-8031-2736-5.
- Black Vodka. And Other Stories, Wycombe 2013, ISBN 978-1-908276-16-2.
  - Black Vodka. Übersetzung Barbara Schaden. Klaus Wagenbach, Berlin 2015, ISBN 978-3-8031-3265-9.
- Swimming Home. And Other Stories, London 2011, ISBN 978-1-908276-02-5.
  - Heim schwimmen. Roman. Übersetzung Richard Barth. Kampa Verlag, Zürich 2024.
  - Heim schwimmen. Roman. Übersetzung Richard Barth. Klaus Wagenbach, Berlin 2013, ISBN 978-3-8031-3247-5.
- Pillow Talk in Europe and Other Places. Dalkey Archive Press, Normal 2004, ISBN 978-1-56478-333-2.
- Plays 1. Methuen, London 2000, ISBN 0-413-75490-1.
- Diary of a Steak. Book Works, London 1997, ISBN 1-870699-29-7.
- Billy and Girl. Bloomsbury, London 1997, ISBN 0-7475-3168-4.
- Swallowing Geography. Cape, London 1993, ISBN 0-224-02729-8.
  - Landschaft verschluckt. Übersetzung Marion Hertle. AKI-Verlag, Zürich 2021, ISBN 978-3-311-35003-3.
- An Amorous Discourse in the Suburbs of Hell. Gedichte. Cape, London 1990, ISBN 1-908276-46-0.
- Beautiful Mutants. Viking, London 1989, ISBN 0-670-82892-0.
  - Schöne Mutanten. Übersetzung Marion Hertle. AKI-Verlag, Zürich 2022, ISBN 978-3-311-35010-1.
- The Positions of Spoons and Other Intimacies. Hamish Hamilton, 2024